# Valeria Risi
Valeria Risi es una actriz, presentadora de televisión, y periodista alemana nacida en Uruguay. Es presentadora en la Deutsche Welle en el programa Enfoque Europa.

## Biografía
Valeria Risi nació en Montevideo (Uruguay) pero a los 3 años de edad emigró con su madre periodista y sus dos hermanos, para reunirse con su padre Jorge Risi violinista, por tener la familia problemas de tipo político con la dictadura uruguaya.
Cuando su familia se estableció en Alemania, Valeria creció en un entorno bilingüe. Actualmente, y además de español y alemán, también domina con fluidez tanto inglés, como italiano, francés, y portugués.
Siendo adolescente se trasladó con su familia a México donde vivió unos años antes de retornar a Uruguay.
Al finalizar la dictadura uruguaya, volvió con su familia a su país natal, y realizó cuatro años de entrenamiento en teatro y televisión en Montevideo y luego participó en varios proyectos de teatro en Europa. A continuación, pasó un año en la "École Internationale de Théâtre Jacques Lecoq" en París. Desde 1998, Valeria Risi es moderadora de VOX, RTL, y Deutsche Welle. Además, desde septiembre de 2006 hasta finales de 2008, Valeria Risi fue la cara de la revista ARTE-estilo de vida elegante (de lunes a sábado). Anteriormente, condujo alternativamente con Gert Scobel ZDF, la emisión religiosa de los domingos 'TV para la vida'.
Valeria Risi tiene dos hijos nacidos respectivamente en 2003 y 2008. Esta actriz y periodista actualmente vive en París, aunque también presenta espectáculos y galas en otros países europeos.
El estilo de moderación de sus presentaciones en los medios se caracteriza por la espontaneidad, la jovialidad, y la precisión de sus preguntas y comentarios. En el año 2008, continuó trabajando en los medios a pesar de su embarazo claramente visible, lo que representó toda una "declaración de estilo de vida".

## Entrevistas realizadas
- El modelo alemán de prevención del SIDA, sitio digital 'CLADEM, Mujeres usando el derecho como una herramienta de cambio'.